# ФК Вечеш

ФК Вечеш (мађ. Vecsési Futball Club), је мађарски фудбалски клуб. Седиште клуба је у Вечешу, Пешта, Мађарска. Боје клуба су црвена и бела. Такмичи се у НБ III и Жупанијској лиги група Пешта I. Своје домаће утакмице играју на Градском стадиону Вечеш.

## Промена имена
- 1911 – 1919.: Вечеш шпорт еђешилет − Vecsési Sport Egyesület
- 1919. мај − : Вечеш Ипар и Тештедзе кер су се спојили −  májusban egyesült a Vecsési Iparosok Testedző Körével
- 1919 – 1919.: Вечеш Ипар и Тештедзе кер − Vecsési Iparosok és Munkások Testedző Köre
- 1919 – 1925.: Вечеш мункаш тешедзек кере − Vecsési Munkás Testedzők Köre
- 1925 – 1927.: Вечеш Ипар и Тештедзе кер − Vecsési Testedzők Köre
- 1927 − : Спојили су се са Вечеш ШЕ −  egyesült a Vecsési SE-vel
- 1927 – 1927.: Вечеш мункаш тешетђакорлок кере − Vecsési Munkás Testgyakorlók Köre
- 1927 – 1941.: Вечеш шпорт клаб − Vecsési Sport Club
- 1936.: Спојио се са Вечеш ФК − beolvadt a klubba a Vecsési FC
- 1941 – 1945.: МОВЕ Вечеш шпорт клабВечеш шпорт клаб − MOVE Vecsési Sport Club
- 1945 – 1949.: Вечеш мункаш тешетђакорлок кере − Vecsési Munkás Testgyakorlók Köre
- 1949.: Спојио се са Вечеш СИТ − egyesült a Vecsési SzIT-tel
- 1949 – 1951.: Вечеш СМТК − Vecsési SzMTK
- 1951 – 1955.: Вечеш Локомотив − Vecsési Lokomotív
- 1955 – 1956.: Вечеш Трактор шпортеђешичет − Vecsési Traktor Sportegyesület
- 1956 – 1962.: Вечеш МТК − Vecsési MTK
- 1962 – 1964.: Вечеш Спартакус − Vecsési Spartacus
- 1964 – 1971.: Вечеш ВИЗЕП ШК − Vecsési VÍZÉP SC
- 1971 – 1982.: Вечеш ШЕ − Vecsési SE
- 1982 – 1984.: Ферихеђ ШЕ − Ferihegy SE
- 1984 - 1991.: Вечеш ШЕ − Vecsési SE
- 1991 – данас: ФК Вечеш 1911 − Vecsési FC 1911